# Принцип разноврсности
Принцип разноврсности, богатства и занимљивости је педагошки принцип који се реализује применом разноврсних метода, поступака, техника и средстава васпитно-образовног деловања на младе.

## Циљеви
Варирање организованих облика и метода васпитног рада спречава учмалост и монотонију у раду, па самим тим и губитак интереса ученика за учешће у њему. Такође, спречава да дође до лоших облика понашања, као што је апатија. У спорту, иако увежбавање једне вежбе може да доведе до њеног перфектног извођења, тренери ипак морају да поштују овај принцип и да мењају вежбе, јер у супротном може доћи до пада концентрације играча, као и његове пасивности. Принцип разноврсности је важан и зато што се ученицима могу представити различите методе за усвајање садржаја, како би имали могућност избора управо оне која је оптимална за њихов темпо учења. Овај принцип је заснован на општим циљевима и задацима плуралистичког васпитања.